# Барстичяй
Барстичяй (лит. Barstyčiai) — местечко в Скуодасском районе Клайпедского уезда Литвы. Административный центр Барстичяйского староства.
Находится в 12,5 км западнее города Сяда. Ближайшие населённые пункты: Папарчай, Пуоке, Лаумес.